# 2011-es MotoGP japán nagydíj
A japán nagydíj lesz a 2011-es MotoGP-világbajnokság tizenötödik futama. A versenyt Motegiben rendezték október 2-án.
A versenyt eredetileg április 24-én rendezték volna, azonban a az országot sújtó természeti katasztrófák, valamint a fukusimai atomerőmű-baleset miatt végül kénytelenek voltak elhalasztani azt.